# 塞桑
塞桑（法語：Seyssins，法語發音：[sesɛ̃]）是法国伊泽尔省的一个市镇，位于该省中部，省会格勒诺布尔市区西南，属于格勒诺布尔区。

## 地理
塞桑（45°9'22"N, 5°40'47"E）面积8 平方千米，位于法国奥弗涅-罗讷-阿尔卑斯大区伊泽尔省，该省份为法国东南部内陆省份，北起顺时针与安省、萨瓦省、上阿尔卑斯省、德龙省、阿尔代什省、卢瓦尔省和罗讷省。
与塞桑接壤的市镇（或旧市镇、城区）包括：克莱、埃希羅勒、格勒诺布尔、圣尼济耶-迪穆什罗特、塞西内-帕里塞。

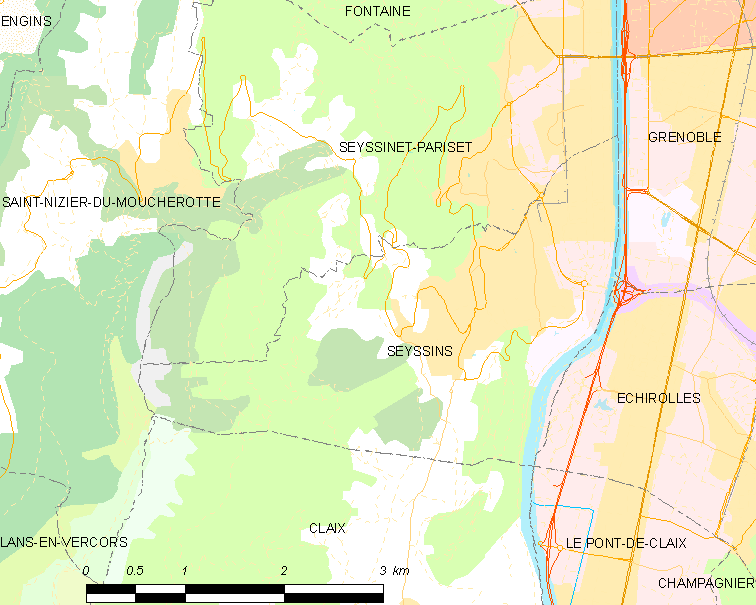
塞桑的OSM定位图

塞桑的时区为UTC+01:00、UTC+02:00（夏令时）。

## 行政
塞桑的邮政编码为38180，INSEE市镇编码为38486。

## 政治
塞桑所属的省级选区为方丹-塞西内县。

## 人口

1962-2008年间塞桑人口变化图示

塞桑于2022年1月1日时的人口数量为8087人。